# گری فلیکس
گری فلیکس (انگلیسی: Gary Felix؛ زادهٔ ۳۱ اکتبر ۱۹۵۷) بازیکن فوتبال اهل بریتانیا است.
از باشگاه‌هایی که در آن بازی کرده‌است می‌توان به باشگاه فوتبال ویتون آلبیون اشاره کرد.